# Pierre Bedelian
Pierre Bedelian est un footballeur français né le 20 novembre 1935 à Marseille. Il évolue au poste de défenseur central

## Biographie
Après trois saisons en équipe réserve, Pierre Bedelian évolue en équipe première à l'Olympique de Marseille de 1957 à 1961, jouant 4 matchs de première division et 32 matchs de seconde division. 
Il rejoint ensuite Istres Sports, où il restera jusqu'en 1966.